# Irina Markowna Bussygina
Irina Markowna Bussygina, geboren Tscherwjakowa, in 1. Ehe Melnik, (russisch Ирина Марковна Бусыгина; * 29. März 1964 in Moskau) ist eine sowjetische bzw. russische Ökonomin, Politikwissenschaftlerin und Hochschullehrerin.

## Leben
Bussygina, Enkelin des Schauspielers Jewgeni Tscherwjakow, studierte 1982–1988 an der Lomonossow-Universität Moskau (MGU) in der Geographie-Fakultät mit Spezialisierung am Lehrstuhl für Wirtschaftsgeographie der kapitalistischen Länder. Es folgte die Aspirantur am Europa-Institut der Akademie der Wissenschaften der UdSSR (AN-SSSR, seit 1991 Russische Akademie der Wissenschaften (RAN)). zum Abschluss der Aspirantur verteidigte sie im März 1992 ihre Dissertation über Regionalprobleme der Europäischen Wirtschaftsgemeinschaft unter den Bedingungen des gemeinsamen Binnenmarktes mit Erfolg für die Promotion zur Kandidatin der ökonomischen Wissenschaften. Darauf war sie wissenschaftliche Senior-Mitarbeiterin des Europa-Instituts und leitete ab 1994 den Sektor für regionale und soziale Probleme.
Seit 1999 lehrt Bussygina als Professorin am Lehrstuhl für vergleichende Politologie der Politologie-Fakultät des Moskauer Staatlichen Instituts für Internationale Beziehungen (MGIMO) des russischen Außenministeriums (MID). Sie verteidigte dort 2002 ihre Doktor-Dissertation über die politische Rolle der Regionen in den Strukturen der  Europäischen Union mit Erfolg für die Promotion zur Doktorin der ökonomischen Wissenschaften. Darauf wurde sie Direktorin des Zentrums für regionalpolitische Untersuchungen des MGIMO.
Bussygina war Gastwissenschaftlerin am Slawistik-Zentrum der Universität Hokkaidō (2000–2001) und an der Binghamton University (2006) und Gastprofessorin an der Universität Bergen (2001) und an der Universität Regensburg (2005, 2011).
An der Wirtschaftshochschule Moskau war Bussygina 2010–2012 Professorin des Lehrstuhls für vergleichende Politologie. 2011 und 2012 war sie dort Beste Hochschullehrerin.
Bussygina ist Fecht-Sportmeisterin. Sie ist mit einem Bayern verheiratet und hat zwei Töchter.

## Ehrungen, Preise
- Preis der Academia Europaea (1996)[4]
- Regierungspreis für junge Wissenschaftler im Bereich Wissenschaft und Technik (1997)[4]